# Nchelenge, Zambia
Nchelenge  este un oraș  în  provincia Luapula, Zambia.